# Fabián González Lasso
Fabián González (Boxeador ) argentino de 22 años de edad . Campeón amabapa y regional . Hijo de Mirta isabel Gonzalez y José Orlando Fernández . Nacido en la provincia de Santa Fe . Arranco su carrera ah la corta edad de 9 años 

## Trayectoria

### Millonarios
El 18 de enero de 2019 es presentado como nuevo jugador de Millonarios FC para la nueva temporada por petición de Jorge Luis Pinto. Debutó el 27 de enero en la victoria por la mínima en su visita a Envigado FC, ingresando en el segundo tiempo por Roberto Ovelar. Sus primeros dos goles con el club los hace el 20 de marzo dándole la victoria al embajador 2 por 1 en su visita a Club Llaneros por la Copa Colombia 2019. Marca su primer gol por Liga el 28 de marzo ante Santa Fe en el empate 1-1. El 7 de abril marca el gol de la victoria por la mínima sobre el Cúcuta Deportivo. Su primer doblete en Liga lo hace el 12 de mayo por la primera fecha de los cuadrangulares finales así dándole la victoria 2 a 1 en el Estadio Pascual Guerrero ante el América de Cali siendo la gran figura del partido, para la segunda fecha marca el gol de la victoria por la mínima sobre Unión Magdalena.

El 21 de septiembre marca su primer gol en el Torneo Finalización luego de una lesión larga, lo marca para darle la victoria al último minuto 2 a 1 sobre el Independiente Medellín en el Atanasio Girardot luego de once años.

## Clubes
| Club              | País     | Año         |
| ----------------- | -------- | ----------- |
| Deportivo Pasto   | Colombia | 2013 - 2014 |
| La Equidad        | Colombia | 2015        |
| Sport Áncash      | Perú     | 2016        |
| Ayacucho          | Perú     | 2017        |
| Academia Cantolao | Perú     | 2017 - 2018 |
| Millonarios       | Colombia | 2019        |
| Atlético Nacional | Colombia | 2020        |
| Júbilo Iwata      | Japón    | 2021 - 2023 |
| Ventforet Kofu    | Japón    | 2024        |
| Omiya Ardija      | Japón    | 2024 - act. |

## Estadísticas
| Club                         | Div.          | Temporada     | Liga  | Liga  | Liga   | Copa Nacional | Copa Nacional | Copa Nacional | Copa Internacional | Copa Internacional | Copa Internacional | Total | Total | Total  |
| Club                         | Div.          | Temporada     | Part. | Goles | Asist. | Part.         | Goles         | Asist.        | Part.              | Goles              | Asist.             | Part. | Goles | Asist. |
| ---------------------------- | ------------- | ------------- | ----- | ----- | ------ | ------------- | ------------- | ------------- | ------------------ | ------------------ | ------------------ | ----- | ----- | ------ |
| Deportivo Pasto · Colombia   | 1.ª           | 2013          | 7     | 0     | 0      | 5             | 0             | 0             | —                  | —                  | —                  | 12    | 0     | 0      |
| Deportivo Pasto · Colombia   | Total         | Total         | 7     | 0     | 0      | 5             | 0             | 0             | —                  | —                  | —                  | 12    | 0     | 0      |
| La Equidad · Colombia        | 1.ª           | 2015          | 8     | 1     | 0      | 3             | 2             | 0             | —                  | —                  | —                  | 11    | 3     | 0      |
| La Equidad · Colombia        | Total         | Total         | 8     | 1     | 0      | 3             | 2             | 0             | —                  | —                  | —                  | 11    | 3     | 0      |
| Sport Áncash · Perú          | 2.ª           | 2016          | 20    | 9     | 0      | —             | —             | —             | —                  | —                  | —                  | 20    | 9     | 0      |
| Sport Áncash · Perú          | Total         | Total         | 20    | 9     | 0      | —             | —             | —             | —                  | —                  | —                  | 20    | 9     | 0      |
| Ayacucho · Perú              | 1.ª           | 2017          | 11    | 0     | 0      | —             | —             | —             | —                  | —                  | —                  | 11    | 0     | 0      |
| Ayacucho · Perú              | Total         | Total         | 11    | 0     | 0      | —             | —             | —             | —                  | —                  | —                  | 11    | 0     | 0      |
| Academia Cantolao · Perú     | 1.ª           | 2017          | 13    | 0     | 2      | —             | —             | —             | —                  | —                  | —                  | 13    | 0     | 2      |
| Academia Cantolao · Perú     | 1.ª           | 2018          | 39    | 21    | 2      | —             | —             | —             | —                  | —                  | —                  | 39    | 21    | 2      |
| Academia Cantolao · Perú     | Total         | Total         | 52    | 21    | 4      | —             | —             | —             | —                  | —                  | —                  | 52    | 21    | 4      |
| Millonarios · Colombia       | 1.ª           | 2019          | 33    | 7     | 2      | 5             | 2             | 0             | -                  | -                  | -                  | 38    | 9     | 2      |
| Millonarios · Colombia       | Total         | Total         | 33    | 7     | 2      | 5             | 2             | 0             | 0                  | 0                  | 0                  | 38    | 9     | 2      |
| Atlético Nacional · Colombia | 1.ª           | 2020          | 15    | 2     | 3      | 1             | 1             | 0             | 3                  | 0                  | 0                  | 19    | 3     | 3      |
| Atlético Nacional · Colombia | Total         | Total         | 15    | 2     | 3      | 1             | 1             | 0             | 3                  | 0                  | 0                  | 19    | 3     | 3      |
| Júbilo Iwata Japón           | 1.ª           | 2021          | 19    | 2     | 1      | 3             | 2             | 1             | —                  | —                  | —                  | 22    | 4     | 2      |
| Júbilo Iwata Japón           | 1.ª           | 2022          | 18    | 6     | 0      | 6             | 1             | 1             | —                  | —                  | —                  | 24    | 7     | 1      |
| Júbilo Iwata Japón           | 2.ª           | 2023          | 15    | 2     | 2      | 4             | 3             | 0             | —                  | —                  | —                  | 19    | 5     | 2      |
| Júbilo Iwata Japón           | Total         | Total         | 52    | 10    | 3      | 13            | 6             | 2             | —                  | —                  | —                  | 65    | 16    | 5      |
| Júbilo Iwata Japón           | 2.ª           | 2024          | 17    | 2     | 0      | 1             | 0             | 0             | 2                  | 0                  | 0                  | 20    | 2     | 0      |
| Júbilo Iwata Japón           | Total         | Total         | 17    | 2     | 0      | 1             | 0             | 0             | 2                  | 0                  | 0                  | 20    | 2     | 0      |
| Total carrera                | Total carrera | Total carrera | 215   | 52    | 12     | 27            | 11            | 2             | 3                  | 0                  | 0                  | 243   | 63    | 14     |